# Бринтон, Крейн
Крейн Бринтон (англ. Clarence Crane Brinton, 1898, Уинстед, штат Коннектикут, — 7 сентября 1968, Кембридж, штат Массачусетс) — американский историк, один из крупнейших специалистов по истории идей, профессор Гарвардского университета.

## Биография
Родился в городке Уинстед, штат Коннектикут, вскоре его семья переехала в Спрингфилд, штат Массачусетс, где он и вырос.
В 1915 г. поступил в Гарвардский университет, выиграл стипендию Родса для учёбы в Оксфордском университете.
Получив в 1923 г. степень доктора философии, на протяжении многих лет преподавал в Гарварде популярный курс, неформально названный студентами «Завтрак с Бринтоном». Был президентом Американской Исторической Ассоциации (англ. American Historical Association), председателем Гарвардского общества стипендиатов (англ. Harvard Society of Fellows), а также Общества французских исторических исследований (англ. Society for French Historical Studies). Как отмечают, на протяжении многих лет, наряду с Louis R. Gottschalk из Чикаго — они признавались ведущими американскими историками Французской революции.
Был научным руководителем известного американского историка, специалиста по истории России и СССР Ричарда Пайпса.

## Сочинения
Автор ряда трудов, в том числе (вместе с двумя соавторами) фундаментальной монографии «Современная цивилизация. История пяти последних столетий» (англ. Modern Civilization. A History of the Last Five Centuries. — Prentice-Hall, 1957).
В 1938 году им опубликована книга «Анатомия революции» (англ. The Anatomy of Revolution), обобщающая опыт четырёх революций: английской, американской, французской и русской.
Ещё одна работа Бринтона — «Идеи и люди. История западной мысли» — охватывает историю западного мира от древней Греции до нашего времени. Книга была написана на основе курсов лекций, которые историк читал старшекурсникам Гарвардского университета.

### Список работ
- The Jacobins: An Essay in the New History. — 1930; (исследование о якобинцах — политических радикалах Французской революции).
- A Decade of Revolution. — 1934; (исследование Французской революции).
- The Lives of Talleyrand. − 1936; (биография Талейрана).
- The Anatomy of Revolution. — 1938; 2nd ed. — 1965.
- Ideas and Men: the Story of Western Thought. — 1950; 1963.
- Идеи и люди. История западной мысли. / Пер. с англ., предисловие и примечания А. И. Фета. — Philosophical arkiv, Nyköping (Sweden), 2016. — 586 стр. ISBN 978-91-983073-0-6
- A History of Western Morals. — 1959.
- The Shaping of the Modern Mind. — 1963; (сокращённая версия работы «Идеи и люди»).
  - Истоки современного мира. История западной мысли / Пер. Виктор Франк. — Рим: Edizioni Aurora, 1971. — 479 с.
  - Истоки западного образа мысли. / Пер. Виктор Франк, Демид Васильев. — Московская школа политических исследований, 2003. — 432 с. — ISBN 5-93895-048-1
- The Americans and the French. — 1968; («Американцы и французы» — попытка объяснить сложные отношения между двумя союзниками).